# グレード制 (イギリスのブラスバンド)
イギリス国内において、アマチュアの英国式ブラスバンドは、5つのグレードに分けられている (the Brass Band Section)。各グレードは上位から特別部 (championship)、1部 (first)、2部 (second)、3部 (third)、4部 (fourth) で、場合によっては、この制度にユース (youth) の部を加えて呼ぶこともあるが、ユースはグレード付けには加えられない。

## 特別部
イギリス国内でもっとも優れたブラスバンドが特別部 (championship grade) に入れられる。したがって特別部のバンドには、ブラック・ダイク・バンド、ブリガース・アンド・ラストリック・ブラス・バンド、グライムソープ・コリアリー・バンドなど、有名なものが多い。プロとして活躍するメンバーを擁するバンドも中にはある。
英国内のコンテストで、特別部に課される課題曲は技術的な難易度が高く、変拍子、16分音符 (en) の高速なパッセージ、中間部での静謐なアンサンブル ( 四重奏) などが含まれる曲が選ばれ、またはそのように作曲される。近年ではジョン・ピカード (John Pickard) の Eden やフィリップ・スパークの Music of Spheres が代表的である。
特別部のバンドには、ロジャー・ウェブスター (Roger Webster、グライムソープ・コリアリー・バンドの元首席コルネット奏者) やブレット・ベイカー (Brett Baker、ブラック・ダイク・バンドの首席トロンボーン奏者) など、有名な奏者も多い。
このグレードのバンドを対象とした競技会があり、地区大会 (the Regional Qualifying Contest または areas) からヨーロッパ選手権 (the European Brass Band Championship) まで非常に幅広く行われている。

## 1部、2部、3部
1部は特別部に次ぐグレードで、コンテストにおける課題曲はそれほど難しくはないが、決して容易な曲ではない。2部、3部とグレードが下がる毎に、課題曲の難易度も下がる。1部のバンドの奏者は多くの場合、特別部グレードの演奏も行える。そのため特別部と1部の間で、非常に激しい競争が行われている。1部と2部の間も同様である。そのため、ある部のトップクラスのバンドが次のグレードに上がれるかどうかが、バンドの課題曲の解釈に対する審査員の評価に決定的に左右されることも、決して珍しくない。審査員は、バンドが演奏しているところを直接目で見ることはできないようになっており、音楽的解釈などの重要なポイントについて評価を行う。過去には品位や礼儀作法 (deportment) が評価対象になっていたこともあったが、現在では対象外である。競争が激しいために、非常に小さな問題点が明暗を分けることがあるが、これはグレードが上がるほどシビアである。
トップレベルの奏者は技術的に卓越した音楽家であるが、それ以外の点も良く知られている。各奏者は全てアマチュア (所属するバンドで演奏するために金銭を支払っている) であるが、コンテストではバンドの定員が決まっており (多くの場合 28 人である)、同じバンドの中でも奏者同士で競争がある。

## 4部
4部のバンドは、多くの場合3部に上がろうと努力している。そのためシンプルな行進曲や過去の課題曲などを使って練習を行っている。コンテストでの自由曲には、行進曲やウェールズの作曲家 T. J. Powell の曲などがよく取り上げられる。
4部のバンドがそこにいる理由はさまざまだが、その一つに新団員の獲得が難しいことがある。その理由の一つは経済的な理由である。1980年代くらいまではグレート・ブリテン島では重工業が盛んで、多くの企業がバンドのスポンサーとなっており、その企業の名前を冠したバンドが多数結成され、活動していた。カーディフのメリン・グリフィス・バンド (Melin Griffith Band) は、メリングリフィス工業 (Melingriffith Works) が閉鎖になった際にも、エクセルシオール・ロープ工業 (Excelsior Rope Works) に移ることができ、エクセルシオール・ロープ・ワークス・バンドに改名して活動を続けた。しかしこの時期からイギリスでは全国的に工業の衰退が目立ち始め、多くのバンドが支援を失い、メンバーの払う参加費だけでは練習場所や制服、楽器、楽譜などが維持できなくなった。ごく少数のバンドでは例外的に、参加費を基本として演奏会収益などで活動を続けることができたものもあったが、この時期から現在に至るまでに多くのバンドが解散することになった。新団員の獲得が難しい主な理由はもう一つある。それは演奏技術の高い奏者は所属しているバンドがそれなりに高いグレードのため、あえて下のグレードのバンドに移ることは少ないことである。

## ユース・セクション
ユースのバンドはこのグレード制には入れられておらず、そのため演奏そのものや団員の獲得について、グレード制に入っている一般のバンドとの激しい競争にさらされることはない。しかし一部のコンテスト (ウィット・フライデイ (Whit Friday) や Pontins など) ではユースが参加でき、ユースを対象とした賞が設けられていることもあるが、そうしたことは決して多くはない。
ユース・バンドでは、所属できる年齢が制限されているため、常に演奏技術の高い団員の離脱に伴うバンド全体の技術の低下という問題を抱えており、それを補うための団員獲得と教育を続けなければならない。また通常は制限年齢よりも若い団員が多くを占めているため、演奏技術の面では一般のバンドには及ばないが、それは若年であるがゆえの情熱が演奏に表れることで補われることもある。
ユースのバンドでも一部の非常に演奏技術の高いバンドでは、1部の上位あるいは特別部の下位に匹敵する演奏を行うものがある。しかしユース・バンドの最上級生は9月に大学に進学してしまうため、その時点でバンドは新しく編成し直されることになる。
ユースを対象としたコンテストには、アクション・メディカル・リサーチ・ユース・エンターテイメント選手権大会 (Action Medical Research Youth Entertainment Championship)、全英ユース・ブラスバンド選手権大会 (National Youth Brass Band Championship)、ミュージック・フォー・ユース (Music for Youth) のブラスバンド部門などがある。

## 全英ブラスバンド選手権大会
全英ブラスバンド選手権大会 (The National Brass Band Championships of Great Britain) は、地区大会と全国大会の2段階に分けて開催されるコンテストである。
このコンテストは毎年1回の開催で、地区大会は3月、全国大会は9月または10月である。
地区大会は、西イングランド (West of England)、ロンドンおよび南部地区 ()、中部地区 (Midlands)、ウェールズ (Wales)、北西部 (North West)、ヨークシャー (Yorkshire)、北イングランド (North of England)、スコットランド (Scotland) の各地区で行われる。
1部から4部までの全国大会は、近年はハロゲート国際センター (Harrogate International Centre) で、特別部はロンドンのロイヤル・アルバート・ホールで行われている。

## 各コンテストの時期
イギリスでは、他のコンテストも年間を通じて行われている。
| 1月  | バトリン記念鉱山バンド選手権大会 (Butlin's Mineworkers' Brass Band Championships) |
| 2月  | 各地方の協会主催のコンテスト (Local Association contests) |
| 3月  | 各地方でのさまざまなコンテスト (Regional qualifying contests) |
| 4月  | 全英ユース・ブラスバンド・コンテスト (National Youth Brass Band Contest) |
| 5月  | 全欧選手権大会 (European Championships)、春季フェスティバル (Spring Festival (Grand Shield, Senior Trophy, Senior Cup))、全イングランド・マスターズ (All England Masters)                                                                        |
| 6月  | ウィット・フライデイ (Whit Friday Marches) |
| 7月  | イングランド大会 (English Nationals) |
| 9月  | ブリティッシュ・オープン (British Open)、下位部の全国大会 (Lower Section National Finals) |
| 10月 | 特別部の全国大会 (Championship Section National Finals) |
| 11月 | ブラス・イン・コンサート選手権大会 (Brass in Concert Championships)、ポンティン・ブラスバンド選手権大会 (Pontin's Brass Band Championships)、スコットランド・オープン (Scottish Open)、各地方の協会主催のコンテスト (Local Association contests) |

## 昇格と降格
10月までのコンテスト・シーズンの終了後、各部の上位2位までのバンドは1つ上のグレードに昇格し、下位2位までのバンドは下のグレードに降格する。どのバンドが昇格、降格の対象になるかは、さまざまな審査ポイントの他に、3年間にわたってコンテストでの成績が落ちていないことが要件となる (3年間の得点の合計が審査対象となるためである)。したがって降格してしまったバンドは、少なくとも2年間はそのグレードに留まらねばならない。
そのグレードのコンテストで特別賞 (National Title) を獲得したバンドは、次年度には1つ上のグレードに昇格できるなど、例外的に昇級できる場合もある。

## ランキング
フォー・バーズ・レスト (4BarsRest) およびブラスバンド・ワールド (Brass Band World) はそれぞれ、バンドのランキングを発表しているが、議論の対象になりがちであり、あまり信頼性や権威があるとは見られていない。そのため、それぞれのランキングの決め方を注意してみる必要がある。